# Thomas Reintjes
Thomas Reintjes (* 1977) ist ein freier Wissenschafts- und Technikjournalist für diverse Tageszeitungen und Rundfunkveranstalter. Bekannt ist er für seine Beiträge aus dem Deutschlandfunk, die mehrfach ausgezeichnet wurden.

## Leben
Thomas Reintjes studierte von 1997 bis 2000 Physik an der Universität Heidelberg und von 2000 bis 2004 Technikjournalismus an der Fachhochschule Bonn-Rhein-Sieg.
Neben der freien Mitarbeit für das Deutschlandradio seit dem Jahr 2001, arbeitete er ebenfalls als freier Mitarbeiter für die Visual Bridges AG (2003–2005) und für Radio Bonn/Rhein Sieg (2001–2006). Er war geschäftsführender Gesellschafter bei Viermann – Die Redaktion für Wissenschaft und Technik (2004–2012) und Co-Gründer der konsumo GmbH (2007–2012).

## Auszeichnungen
- 2007: Journalistenpreis Informatik[3]
- 2009: DGE-Journalisten-Preis für „Alles frisch? Über die riskante Reise empfindlicher Lebensmittel“, im WDR5 – „Leonardo – Wissenschaft und mehr“[4]
- 2011: Ernst-Schneider-Preis in der Kategorie Technik und Hörfunk (unter Redaktion von Gerhard Pasch) für „MyPhone – Ideen zum Handy der Zukunft“ im DLF[5] vom 14. Februar 2010[6]
- 2012: Journalistenpreis der Sparkassen-Finanzgruppe für „Bezahlen mit Karte im Alltag“ und  „Berührungslos Bezahlen – Bankkarten werden mit Funkchips ausgestattet“, in DLF Wissen vom 26. Oktober 2011[7]
- 2015: (zusammen mit Christiane Knoll und Markus Waldhauser vom DLF) den „Punkt“ Technikjournalismus und Technikfotografie der Deutschen Akademie der Technikwissenschaften für „1 oder 0, Leben oder Tod“ vom 23. Januar 2015[8][9][10][11] und wurde 2016 für den Alternativen Medienpreis nominiert.[12]
- 2016: Georg von Holtzbrinck Preis für Wissenschaftsjournalismus in der Kategorie elektronische Medien für Beiträge in „Wissenschaft im Brennpunkt“ wie „Maschinen lügen nicht - Wenn Roboter mit der Wahrheit spielen“ vom 25. März 2016 und „Calculemus! – Der Mathematiker Thomas Hales und die Kunst Orangen zu stapeln“ vom 5. April 2015[13]